# Fikcja prawna
Fikcja prawna – norma prawna nakazująca kontrfaktyczne uznanie wystąpienia pewnego faktu prawnego, który w rzeczywistości nie miał miejsca.  
W systemie prawnym fikcje prawne mają za zadanie stabilizować obieg prawny i dyscyplinować jego uczestników oraz uchylać niepewności prawne. Są też jednym z instrumentów mających przyspieszyć i ułatwić ustalanie stanu faktycznego, szczególnie w celu ochrony istotnych z punktu widzenia prawodawcy wartości czy słabszych procesowo stron. W piśmiennictwie wskazuje się także na ich rolę techniczno-legislacyjną: mają stanowić alternatywny sposób sformułowania przepisów odsyłających.
Fikcje prawne wyróżniane są w aktach prawnych m.in. za pomocą takich fraz jak „uznaje się”, „uważa się” czy „należy uznać”. 
Fikcja prawna różni się od domniemania elementem kontrfaktyczności. W domniemaniu wniosek jest prawdopodobny, choć niepewny, natomiast w fikcji prawnej nie mógłby on zaistnieć, gdyby nie norma tworząca fikcję. Innymi słowy fikcja prawna posuwa się dalej niż domniemanie prawne, którego wniosek może się pokrywać i niejednokrotnie faktycznie pokrywa się z tym, jak było naprawdę, w tym z tym, co było czyimś rzeczywistym zamiarem. Polega ona bowiem na uznaniu w prawie czegoś za coś, mimo iż wszyscy wiedzą, że to coś tym czymś nie jest.
Błędem jest mylenie fikcji prawnych z założeniami teoretycznymi, np. z założeniem o racjonalności prawodawcy. Założenia teoretyczne mają znaczenie metodologiczne i stosowane są przez teorię prawa do analizy i opisywania systemu prawnego. Fikcje prawne tworzone są natomiast przez prawodawcę i stosowane są w normalnym obiegu prawnym.
Innym błędem jest odnoszenie pojęcia fikcji prawnej do faktycznego funkcjonowania systemu prawnego. Prawo, które nie jest realizowane w praktyce lub funkcjonuje w sposób niezadowalający, opisywane jest czasem błędnie właśnie jako „fikcja prawna”. 
Pojęcie fikcji prawnej było znane już w starożytności, np. w prawie rzymskim przyjmowano fikcję prawną, że niewolnik posiada zdolność zawierania umów we własnym imieniu przy zawieraniu umowy o wyzwolenie z właścicielem.
Czasem do fikcji prawnych zalicza się także domniemania niewzruszalne.

## Fikcja prawna we współczesnym prawie polskim
Przykładem fikcji prawnej w polskim systemie prawnym jest art. 928 § 2 Kodeksu cywilnego: „spadkobierca niegodny zostaje wyłączony od dziedziczenia, tak jakby nie dożył otwarcia spadku”. Przy dalszych czynnościach związanych ze spadkobraniem taki spadkobierca jest traktowany tak, jakby zmarł jeszcze przed śmiercią spadkodawcy.
Równie doniosłym w skutkach przypadkiem fikcji prawnej jest tzw. doręczenie fikcyjne (niekiedy zwane też doręczeniem zastępczym, jednak wówczas łącznie z normami prawnymi o cechach raczej domniemania niż fikcji). Polega ono na tym, że pismo urzędowe (np. sądowe) uważa się za doręczone, jeżeli:
- adresat odmówił jego przyjęcia;
- z powodu niewskazania nowego adresu zamieszkania w toku postępowania organ złożył pismo do akt;
- adresat mający miejsce zamieszkania za granicą nie wskazał pełnomocnika do doręczeń w kraju;
- adresata nie zastano pod jego adresem, a przesyłka została dwukrotnie awizowana zgodnie z obowiązującymi przepisami (dotyczy również pierwszego pisma w sprawie[7]).

Jeszcze innym przypadkiem fikcji prawnej w prawie Polskim jest traktowanie w prawie rodzinnym dzieci adoptowanych (przysposobionych w sposób pełny lub całkowity) tak, jakby były one dziećmi biologicznymi adoptującego (przysposabiającego).